# Guido Guidi (pittore)
Guido Guidi (Livorno, 27 maggio 1901 – 28 giugno 1998) è stato un pittore italiano.

## Biografia
Guido Guidi nasce a Livorno il 27 maggio 1901. Sin da bambino mostrava una evidente predisposizione al disegno. Finite le scuole elementari nel 1912 si iscrive all'Istituto Arte e mestieri che frequenterà per un breve periodo. L'economia familiare non certamente florida lo costringe a lavorare presso un ortopedico calzolaio, esperienza che lo porterà nel 1916, in pieno clima della prima guerra mondiale ad aprire per suo conto una bottega di calzolaio per cercare di migliorare ancora la sua condizione economica, nonostante queste ristrettezze, continua gli approfondimenti nel disegno con studi dal vero.
Nel 1919 parte per il servizio militare, ricoprendo l'incarico di furiere presso il 3º Reggimento Cavalleria a Ferrara. Di questo periodo ci rimarranno le scene di vita militare e che in seguito ritroveremo nella sua pittura.
Nel 1924 espone per la prima volta in pubblico, con una mostra collettiva con il Cenacolo degli Illusi a Bottega d'Arte di Livorno. Nel 1927 dal 27 marzo al 21 aprile è presente sempre a Bottega d'Arte con la sua prima mostra personale con presentazione fatta dai critici Carlo Giorgio Ciappei, Virgilio Bianchi (Virbia) Luigi Servolini e Arturo Tubino.
Nel 1928 la prematura scomparsa del suo primogenito Luciano di appena diciotto mesi, segna indelebilmente la sua serenità psichica. Neanche il sodalizio stretto con suo cognato, il celebre tenore Galliano Masini al quale il Guidi si impegna a cedere l'intera produzione, dietro il compenso di cinquecento lire mensili, riesce ad alleviare i sintomi di un malessere psicologico che mina sempre più pesantemente la salute e l'attività dell'artista.
Nel 1936 la Real Casa acquista un suo dipinto. Nel 1938 tuttavia l'aggravamento di quel malessere psichico - in coincidenza peraltro con la conclusione del sodalizio con il Masini che gli consentiva una sicurezza economica - costringe il Guidi a sempre più frequenti ricoveri a Pisa e Volterra. Questo determinerà in coincidenza con l'avvento della seconda guerra mondiale ad un allontanamento dalla pittura. Sul finire degli anni 40 riprende a dipingere con entusiasmo e il 1955 segna il suo ritorno al grande pubblico con un'esposizione a Roma per la Rassegna di arte popolare dove seguirà nel 1956 una mostra a Bottega d'Arte di Livorno bissata nel 1959 con una presentazione di Piero Caprile.
Socio del famoso Gruppo Labronico sarà presente nel 1961 a Firenze alla Galleria Cancelli. Nel 1963 a Roma alla Galleria Antares con una personale presentato da Sante Monachesi, nel 1965 a Grosseto, Lucca e al Palazzo dei Priori di Volterra. Nel 1966 con una Mostra Antologica organizzata dal Comune di Livorno alla Casa della Cultura, mostra che consacrerà Guidi tra i maggiori pittori labronici del 900 e darà definitivo riconoscimento alla sua arte. Nel 1969 importante mostra personale alla Galleria Stefanini di Livorno con oltre 60 opere esposte. Nel 1970 seguono esposizioni alla Galleria la Conchiglia di Viareggio, Lo Sperone a Livorno e la Galleria Giosi a Roma. È presente nel 1972 ad Atene per la Biennale Europea d'Arte Contemporanea nel maestoso Palazzo Zappion cui fanno seguito le mostre al Circolo Artisti della Società di Belle Arti ed alla Galleria Pallavicini di Firenze; nel 1973 alla Galleria Athena di livorno; nel 1976 alla Galleria la Viscontea di Rho; nel 1978 alla Galleria Macchi di Pisa ed alla Galleria il Nuovo Fanale di Genova; nel 1978 alla Galleria Romiti di Livorno. Nel 1984 viene stampata un'ampia monografia curata da Piero Caprile, Elio Mercuri ed Adolfo Tucci edita da Matteoni Editore di Lucca. Nel 1996 importante mostra alla Galleria Athena di Livorno mentre nel 1997 un'ampia mostra omaggio viene dedicata al maestro presso il Giardino dell'Arte di Montenero.
Questa è stata l'ultima mostra antecedente la scomparsa del Maestro avvenuta il 28 gennaio 1998. In seguito saranno organizzate retrospettive alla Galleria Rotini nel 2000; nel 2001 curata dal periodico "Arte a Livorno... e oltre confine" alla Baracchina Rossa di Livorno; nel 2006 alla Galleria Chiellini di Livorno e nel 2008 all'Accademia Trossi Uberti di Livorno in occasione del decennale della scomparsa. Nel 2009 viene organizzata dalla Galleria Chiellini la stampa di un importante monografia completa di una prima catalogazione delle opere con interventi di Gianni Schiavon, Luciano Di Cristoforo, Mauro Barbieri, Antonio Sbrana, Carlo Chiellini e Sirio Balleri.

## Guido Guidi nei musei
- Museo nazionale d'Abruzzo, sez. d'arte del novecento dell'Aquila.

## Omaggi

### Omaggi letterari
- Guido Guidi, 1901-1998: una vita per la pittura, 2008
- Guido Guidi: il pittore che riscoprì l’antico per mezzo di una poetica affabulazione, 2018